# Los pacientes del doctor García (serie de televisión)
Los pacientes del doctor García es una serie dramática de Televisión Española de 2023 que se adaptó a la novela homónima de Almudena Grandes de 2017. El reparto está encabezado por Javier Rey, Verónica Echegui y Tamar Novas.

## Trama
La trama sigue los percances del doctor Guillermo García (Javier Rey), que permanece viviendo en Madrid tras la toma del país por parte de los franquistas. Debido a sus ideas comunistas y para salvar su vida se ve obligado a esconderse y a adoptar la identidad falsa de Rafael Cuesta Sánchez, facilitada por su amigo Manuel Arroyo (Tamar Novas) un espía del bando republicano. Años más tarde, García se reencuentra con Arroyo en 1946, ya que este último regresa del exilio para realizar una misión secreta en la ciudad al adoptar la identidad de Adrián Gallardo un exmiembro de la División Azul considerado criminal de guerra por colaborar con los nazis.trama sigue los percances del doctor Guillermo García, que permanece viviendo en Madrid tras la toma del país por parte de los franquistas, debido a una identidad falsa facilitada por su amigo Manuel Arroyo. Años más tarde, García se reencuentra con Arroyo en 1946, ya que este último regresa del exilio para realizar una misión secreta en la ciudad.

## Reparto
- Javier Rey como el Dr. Guillermo García Medina, alias Rafael Cuesta Sánchez
- Tamar Novas como Manuel Arroyo Benítez, alias Felipe Ballesteros, Peter Louzan, Adrián Gallardo
- Verónica Echegui como Amparo Priego Martínez
- Raúl Jiménez como Pepe Moya
- Carmen Molinar como Ingrid Wiss
- Iñaki Miramón como Basilio Rodríguez
- Javier Abad como Arrieta
- Pepa Pedroche como Experta Fernández
- Toni Sevilla como Gabino de la Fuente
- Nancho Novo como Fortunato Quintanilla
- Eva Llorach como Clara Stauffer
- Jon Olivares como Adrián Gallardo Ortega alias, Alfonso Navarro
- Stephanie Cayo como Meg Williams
- Claudia Traisac como Rita Velázquez
- Daniel Albaladejo como Antonio Ochoa
- Itziar Atienza como Geni León
- Mario de la Rosa como Alfonso Navarro
- Marius Biegai como Otto Skorzeny, alias Rolf Steinbauer
- Eduard Farelo como Pablo de Azcárate
- Javier Lara como Jesús Romero
- Luis Bermejo como Juan Negrín
- Roberto Álamo como Pirulo
- Martina Gusmán como Simona Gaitán
- Pablo Béjar como José Antonio

## Temporadas
| Temporada | Temporada | Episodios | Estreno             | Final               | Audiencia media |
| --------- | --------- | --------- | ------------------- | ------------------- | --------------- |
|           | 1         | 10        | 19 de abril de 2023 | 27 de junio de 2023 | 559 000 (5,2%)  |

## Episodios y audiencias
| N.º | Título           | Dirigido por         | Escrito por                              | Fecha de emisión original | Audiencia         |
| --- | ---------------- | -------------------- | ---------------------------------------- | ------------------------- | ----------------- |
| 1   | «Guillermo»      | Joan Noguera         | José Luis Martín                         | 19 de abril de 2023       | 1 135 000 (10,1%) |
| 2   | «Manuel»         | Joan Noguera         | José Luis Martín                         | 26 de abril de 2023       | 719 000 (5,9%)    |
| 3   | «Adrián»         | Salvador García Ruiz | Nacho Pérez de la Paz y José Luis Martín | 3 de mayo de 2023         | 671 000 (5,4%)    |
| 4   | «Ruptura»        | Salvador García Ruiz | José Luis Martín                         | 10 de mayo de 2023        | 652 000 (5,1%)    |
| 5   | «Clandestinidad» | María Togores        | Nacho Pérez de la Paz y José Luis Martín | 17 de mayo de 2023        | 598 000 (4,8%)    |
| 6   | «Unidos»         | María Togores        | José Luis Martín                         | 24 de mayo de 2023        | 651 000 (5,2%)    |
| 7   | «Inmersión»      | Salvador García Ruiz | Nacho Pérez de la Paz y José Luis Martín | 31 de mayo de 2023        | 460 000 (3,6%)    |
| 8   | «El precio»      | Salvador García Ruiz | José Luis Martín                         | 7 de junio de 2023        | 266 000 (4,1%)    |
| 9   | «Renacimiento»   | Joan Noguera         | Nacho Pérez de la Paz y José Luis Martín | 20 de junio de 2023       | 192 000 (3,4%)    |
| 10  | «Reencuentro»    | Joan Noguera         | José Luis Martín                         | 27 de junio de 2023       | 245 000 (4,6%)    |

Notas
1. ↑  Los capítulos 3 a 10 se estrenaron en Netflix el 28 de abril de 2023, antes de su emisión en La 1.

## Producción
La serie es una producción de RTVE, Diagonal (Banijay Iberia), y DeAPlaneta, y contó con la participación de Netflix. Adaptación de la novela homónima de Almudena Grandes, la serie ha sido escrita por José Luis Martín y dirigida por Joan Noguera. El rodaje comenzó en enero de 2022 en Segovia y continuaron en junio de 2022 en Madrid. Los lugares de rodaje también incluyeron Guadalajara.

## Lanzamiento
La serie fue programada para estrenarse en La 1 el 19 de abril de 2023, y también se anunció que, aunque se terminaría su emisión en La 1, también estaría completa en Netflix a partir del 28 de abril de 2023, después de la emisión de sus dos primeros capítulos en la cadena. Su audiencia experimentó un descenso paulatino y continuo, llegando a su nivel más bajo en el episodio 9; asimismo se cambió su día semanal de emisión y se retrasó su horario, retirándola de prime time.